# Нурше
Нурше (швед. Norsjö) — невелике поселення у Швеції, адміністративний центр комуни Нурше в лені Вестерботтен. 

## Населення
Населення містечка становить 2,102 особи станом на 2005 рік 
| Рік  | Населення |
| ---- | --------- |
| 1960 | 1192      |
| 1965 | 1375      |
| 1970 | 1561      |
| 1975 | 1802      |
| 1980 | 2166      |
| 1990 | 2305      |
| 1995 | 2289      |
| 2000 | 2085      |
| 2005 | 2102      |

## Визначні особи
Тут народився Шведський письменник Торґні Ліндґрен та американська авторка Шарлотта Аґелль.